# Japanskt styltgräs
Japanskt styltgräs (Microstegium vimineum) är en gräsart som först beskrevs av Carl Bernhard von Trinius, och fick sitt nu gällande namn av Aimée Antoinette Camus. Japanskt styltgräs ingår i släktet Microstegium och familjen gräs. Inga underarter finns listade i Catalogue of Life.
Japanskt styltgräs är klassad som invasiv art i EU och får inte införas i Sverige, där den ännu inte är etablerad.

## Bildgalleri

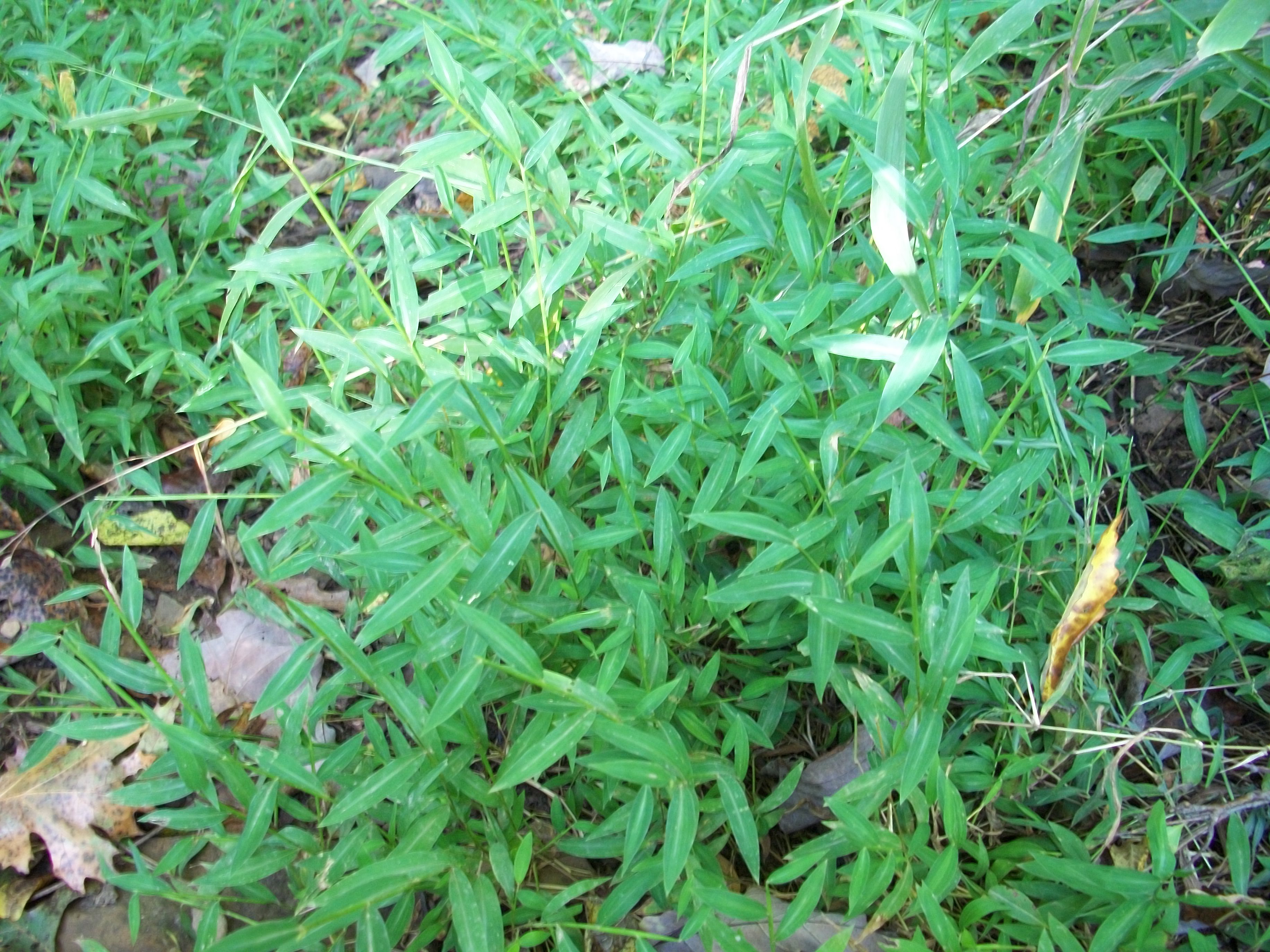
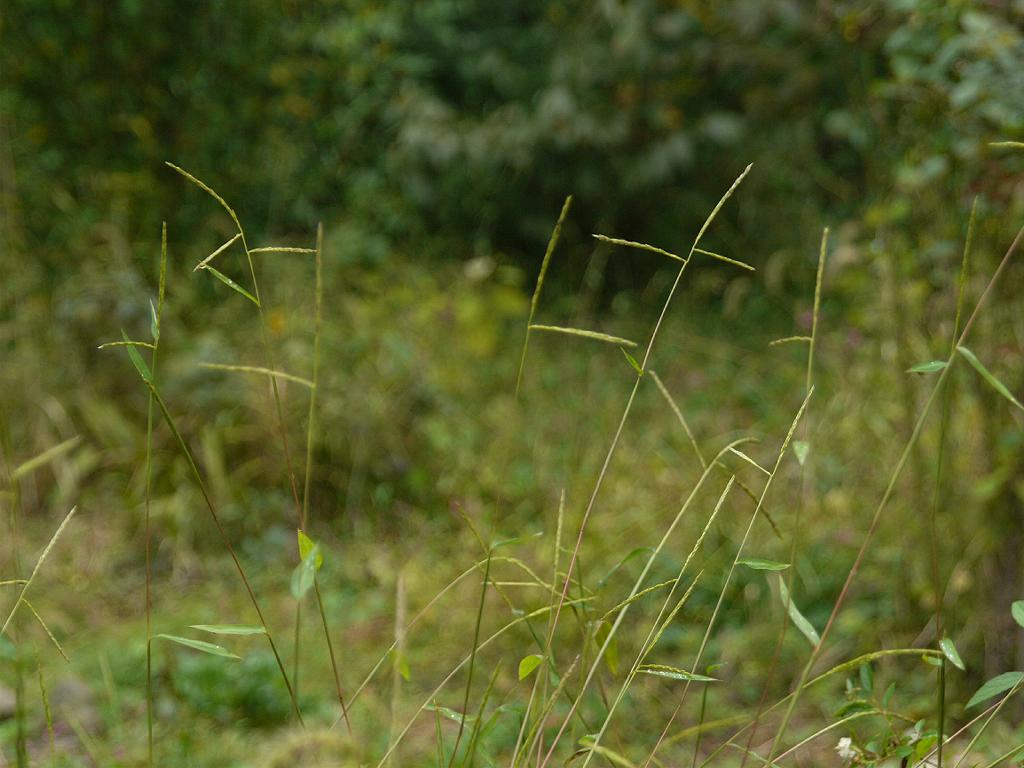
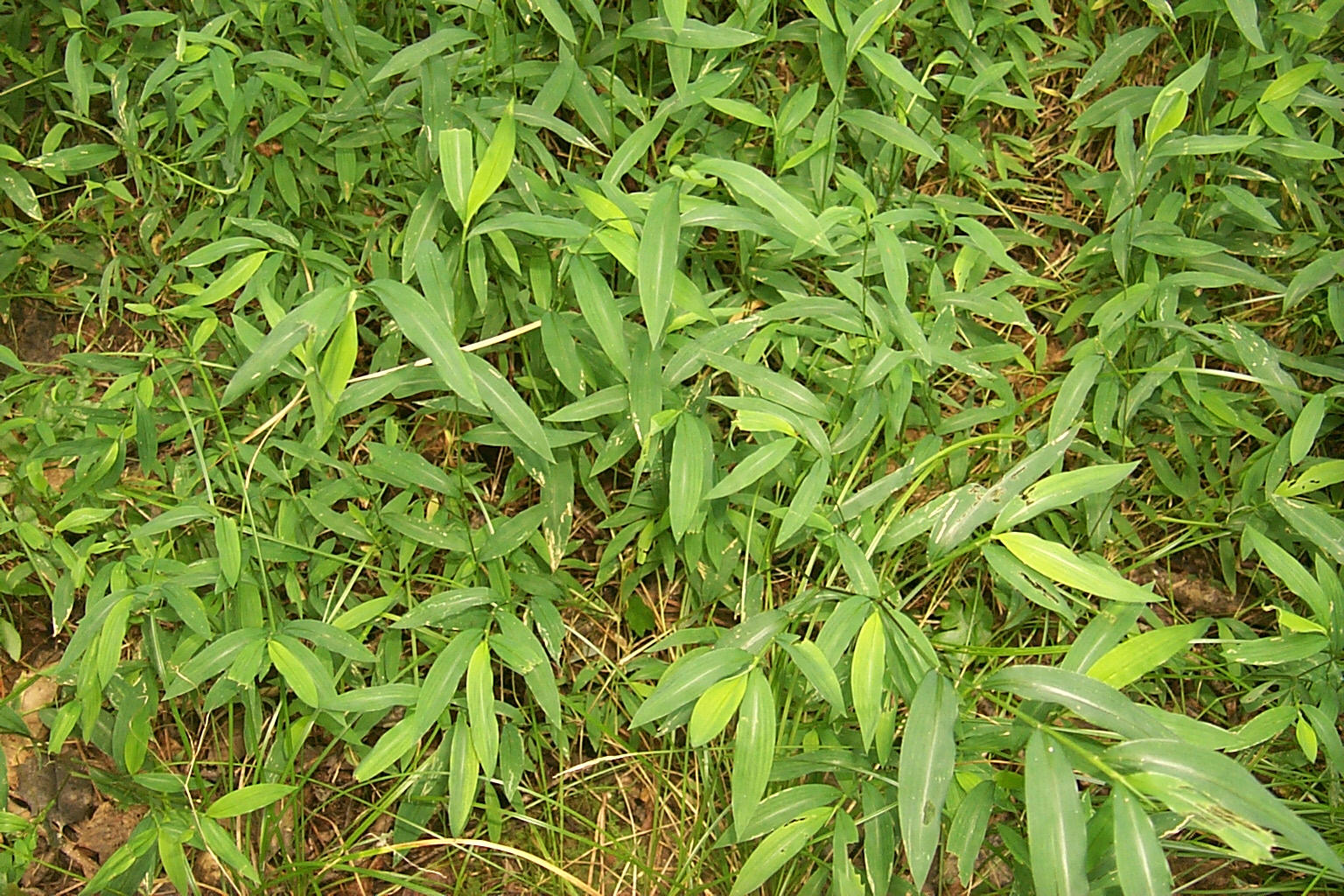
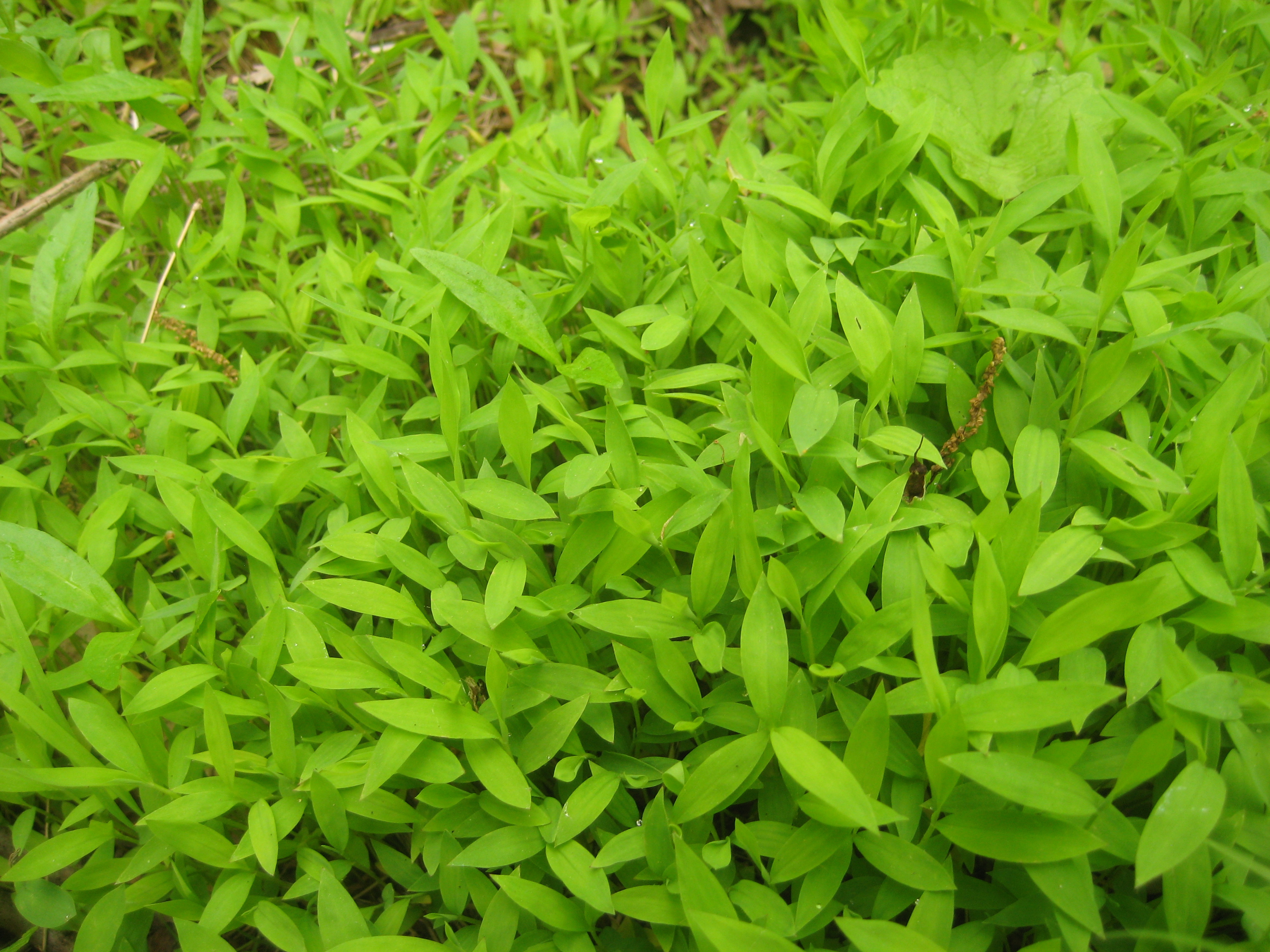
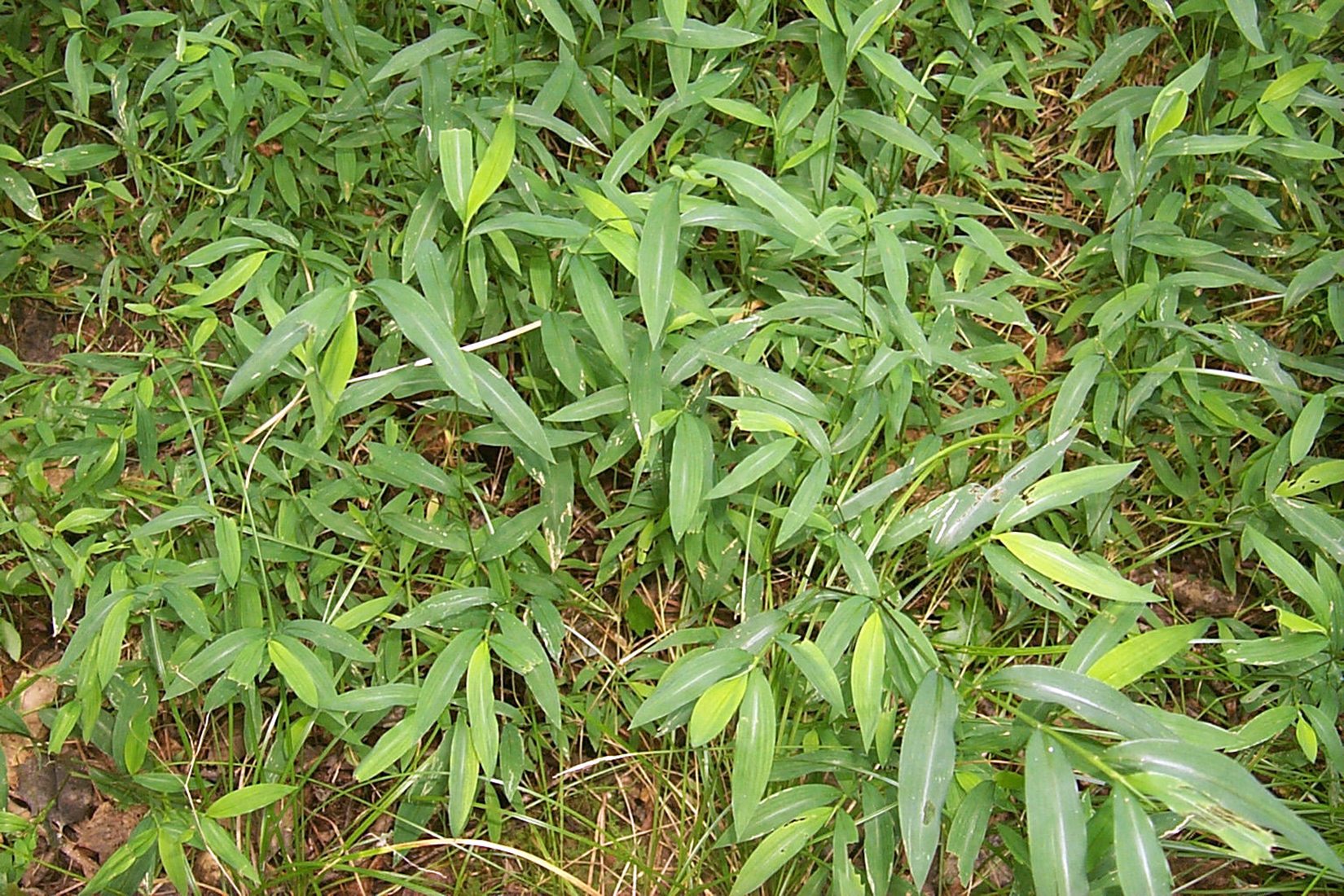